# ريده
ريده هي بلدية إيمسلاند district، سكسونيا السفلى، ألمانيا. وتقع على نهر إمس، بالقرب من الحدود مع هولندا، حوالي 10 كم غرب بابنبورغ، و20 كم جنوب شرق Winschoten.